# Ilja Zacharov
Ilja Leonidovitj Zacharov (ryska: Илья Леонидович Захаров), född 2 maj 1991 i Sankt Petersburg, är en rysk simhoppare som vann guld i individuell svikthoppning, 3 meter, vid Olympiska sommarspelen 2012. Vid samma OS vann han även silver i parhoppning svikt. Vid världsmästerskapen i simsport 2017 tog han sitt först VM-guld i och med segern i parhoppning svikt tillsammans med partnern Jevgenij Kuznetsov.